# Ken McArthur
Pour les articles homonymes, voir McArthur.
Kennedy Kane McArthur dit Ken McArthur (né le 10 février 1881 à Dervock, comté d'Antrim en Irlande - mort le 13 juin 1960 à Potchefstroom) est un athlète sud-africain, d'origine britannique, vainqueur du marathon olympique de 1912.

## Biographie
Il émigre en Afrique du Sud en 1901, à 20 ans mais ne débute l'athlétisme qu'en s'engageant dans la Police à Johannesbourg en 1906. Il n'a jamais été battu lors de ses six marathons, y compris celui de Stockholm.

### Palmarès
| Date | Compétition           | Lieu      | Résultat | Performance     |
| ---- | --------------------- | --------- | -------- | --------------- |
| 1912 | Jeux olympiques d'été | Stockholm | 1er      | 2 h 36 min 54 s |